# Museo de Shetland
El Museo de Shetland, oficialmente New Shetland Museum and Archives at Hay's Dock, es un museo de Lerwick, en las islas Shetland, Escocia, que se dedica a la historia de las islas y sus gentes.

## Edificio
El museo ocupa un edificio diseñado especialmente para este fin (desarrollado en colaboración con el museo), declarado monumento protegido de las islas. El edificio ofrece cinco veces más espacio de exhibiciones que tenía el conjunto de ubicaciones anteriores de las exhibiciones del museo, sin incluir el Salón de Barcos de tres plantas, con modernas instalaciones y avanzados medios tecnológicos que forman parte de la experiencia del visitante. También cuenta con una sala de conferencias con capacidad para más de un centenar de personas, zonas de exhibiciones temporales y una cafetería.
La construcción del edificio comenzó en 2004. El 31 de mayo de 2007 fue inaugurado oficialmente por la reina Sonja de Noruega y los duques de Rothesay, Carlos y Camilla.
En abril de 2008, se anunció que tanto el edificio como los archivos que alberga fueron nominados para el importante premio del Fondo de Premios de Arte para Museos y Galerías. El propio edificio ganó dos premios, incluido el Premio de Oro en categoría general en los premios Wood de 2008.

## Exhibición
Las colecciones del museo se dividen en dos plantas: La planta baja, con aproximadamente 500 metros cuadrados de superficie de exhibiciones, se centra en la historia de las islas Shetland hasta 1800, e incluye exhibiciones sobre medioambiente, geología, geografía. los primeros pobladores, agricultura, pesca, los primeros barcos y el rico folclore de las islas. En cambio, los 360 metros cuadrados de espacio de la primera planta narran la historia reciente de las islas (últimos 200 años) hasta la actualidad, con exhibiciones que tratan los cambios en la cultura, la política, la población y la industria locales, incluyendo el desarrollo de la industria de prendas de punto y artesanía textil, y la estrecha relación de las islas con el océano, enfocada en las actividades de la pesca, la caza de ballenas, el servicio en la Armada en tiempos de guerra y el transporte marítimo.
La colección cuenta con artículos de los más variados, desde objetos que por sí tienen relevancia dentro de la narrativa museística, hasta objetos que forman parte de un cuadro más amplio que dibuja la historia de los distintos períodos y distintas temáticas tratadas en la exposición. Dichos objetos abarcan tanto artículos de gran tamaño, como barcos completos, hasta los más delicados como mantones fabricados a mano.
Los Archivos de Shetland contienen registros de los siglos xv a xxi y una extensa biblioteca que ofrece documentos y literatura local. Están conservados en una instalación de almacenamiento de última generación que incluye una sala de investigación y búsqueda en línea.

### Muelle de heno
El museo cuenta con un muelle de heno original, parte de la exhibición permanente, construido en 1815 por la compañía Hay & Ogilvy. Como parte del proyecto de incorporación al museo, el área del muelle ha sido objeto de importantes obras de renovación, incluida la restauración y dragado de la casa del muelle, que alberga las exhibiciones flotantes del Museo de Shetland.